# Мухаммед Саид-паша
Мухаммед Саи́д-паша (17 марта 1822 — 18 января 1863) (араб. محمد سعيد باش‎) — паша (вали) Египта (1854—1863), четвёртый сын Мухаммеда Али.

## Биография
При отце Мухаммед Саид-паша был командующим военно-морскими силами Египта. К власти пришёл в результате дворцового переворота 13 июля 1854 года, официально вступил на пост 20 июля. Наследовал своему племяннику Аббасу-паше (политику которого не одобрял и покинул страну, опасаясь преследований). Получил образование в Париже, во внешней политике ориентировался на Францию. В 1862 году он совершил поездку в Париж. Слыл представителем либеральных кругов.
В противоположность Аббасу-паше, правление которого (согласно французской историографической традиции) было эпохой «реакции», Мухаммед был продолжателем реформаторского дела отца, хотя не обладал ни его умом, ни его энергией. Мухаммед Саид-паша распространил на Египет принципы танзимата и провозгласил равенство подданных перед законом. В 1854 году основал Банк Египта. 
При нём много сделано для отмены рабства с работорговлей (1857) и некоторых тягостных торговых монополий. Кроме того, паша прекратил взимать джизью с иноверцев (1855), а также разрешил коптам строить церкви и служить в войске. 5 августа 1858 года был издан земельный закон, установивший принцип частной земельной собственности и освободивший крестьян от всех форм личной зависимости. Все эти преобразования создавали условия для развития капиталистических отношений.
18 января 1863 года Мухаммед Саид-паша скончался в Александрии. Ему наследовал племянник Исмаил-Паша.
Ещё до получения власти он был в хороших отношениях с Лессепсом; поэтому он охотно разрешил прокладку Суэцкого канала.